# Вагина (приток Стрельной)
Вагина — река в России, протекает по Топкинскому району Кемеровской области.
Устье реки находится на высоте 147 м над уровнем моря в 15 км по правому берегу реки Стрельная. Длина реки составляет 10 км.
На реке имеется пруд.
Ближайший НП — Раздолье.

## Данные водного реестра
По данным государственного водного реестра России относится к Верхнеобскому бассейновому округу, водохозяйственный участок реки — Томь от города Кемерово и до устья, речной подбассейн реки — Томь. Речной бассейн реки — (Верхняя) Обь до впадения Иртыша.